# Margarete von Rohr

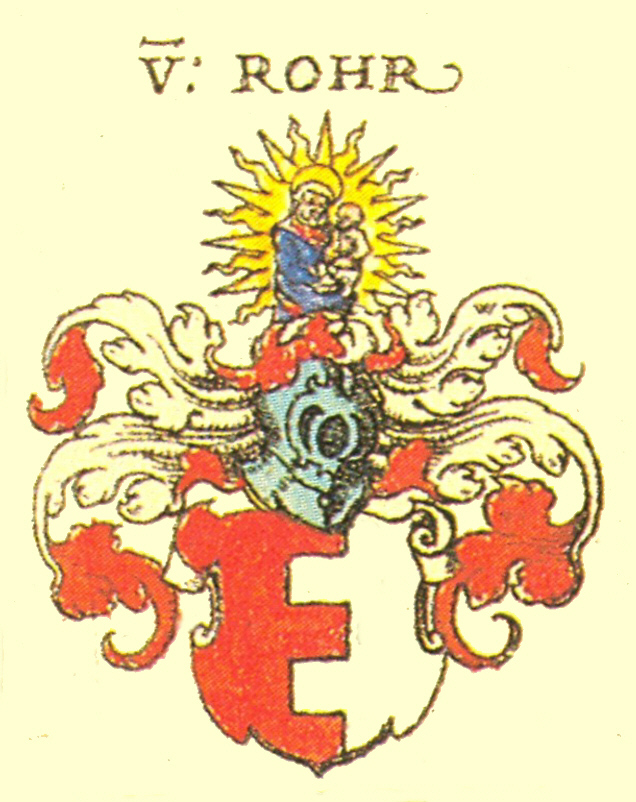
Wappen nach Siebmachers Wappenbuch von 1605

Margarete Sophie von Rohr († 16. Dezember 1724 in Heiligengrabe) war wohl ab 1682 mit Christian Friedrich von Kahlbutz verheiratet.

## Eltern
Margarete von Rohr gehörte dem alteingesessenen märkischen Adelsgeschlecht von Rohr an. Ihre Eltern waren Philipp Christian von Rohr (* 1623; † 1692) und Anna von der Hagen (* 1626; † 1688) aus dem Hause Holzhausen bei Kyritz. Sie war seit mindestens 1682 mit Christian Friedrich von Kahlbutz verheiratet. Aus diesem Jahr stammte ihre vergleichsweise bescheidene Ehestiftung von 500 Talern. Die Ehestiftung wurde meist zur Hochzeit oder auch einige Jahre nach der Hochzeit gemacht.

## Geschwister
- Alexander Julius von Rohr[2]
- Otto von Rohr[2]
- Anna von Rohr († 1672)[2]
- Christian Ludwig von Rohr (* 1655; † 1731)[2]
- Dorothea Hedwig von Rohr (* 1659; † 1743)[2]
- Caspar Joachim von Rohr (* 1667; † 1753)[2]

## Kinder
Das Ehepaar hatte 11 Kinder, mindestens eins davon wohl bereits vor der Eheschließung. Da die Quellenlage äußerst dürftig ist, konnten bisher folgende Angaben belegt werden:
- Drittes Kind: Christian Ludwig von Kahlbutz († 1748), ⚭ Elisabeth Hedwig von Flotow[3][4]
  - Sohn: Friedrich Christian Heinrich von Kahlbutz (1724–1783), preußischer Oberst, zuletzt im Regiment zu Fuß „Prinz Ferdinand“ (Nr. 34), beschließt den Mannesstamm seines Geschlechts
- Siebentes Kind: Christian Friederich von Kahlbutz

In der Geburtsreihenfolge nicht einzuordnen sind derzeit:
- Kaspar Friedrich von Kahlbutz (1687–1745), preußischer Oberst, in der Schlacht bei Hohenfriedeberg gefallen[5]
- Baltzer Julius von Kahlbutz († 1752), preußischer Oberst, zuletzt Chef des Landregiments Nr. 4 (Stettin)[6]
- Gottliebe Sophie von Kahlbutz († 1795), als Stiftsdame im Stift Heiligengrabe[3][4]
- Elisabeth Hedwig von Kahlbutz, ⚭ 1708 (Ehestiftung in Höhe von 1500 Talern[7]) Daniel Friedrich von Rathenow († 1727), preußischer Major, Erbherr auf Plänitz[8]